# Ölpalme
Die Ölpalme (Elaeis guineensis) gehört zu den wirtschaftlich bedeutendsten Palmenarten. Ursprünglich in Afrika beheimatet, wird sie inzwischen auch im tropischen Amerika und insbesondere in Südostasien kultiviert. Die bis zu 30 Meter hohe Fiederpalme produziert Fruchtstände mit einem Gewicht von bis zu 50 Kilogramm. Die Palme trägt 3000 bis 6000 Früchte.
Die Früchte sind schnell verderblich und müssen daher sofort nach der Ernte verarbeitet werden. Dabei werden die Fruchtstände mit Wasserdampf behandelt, um ein fettspaltendes Enzym zu zerstören. Anschließend werden die Früchte gequetscht und die Steinkerne abgetrennt. Die harte Schale wird geknackt und die Samen werden getrocknet. Das durch einen hohen Carotingehalt orangefarbige Fruchtfleisch liefert das Palmöl, der Samen das Palmkernöl.

## Merkmale
Die Ölpalme ist eine einhäusig getrenntgeschlechtige (monözische) Palme. Die Chromosomenzahl beträgt 2n = 32.

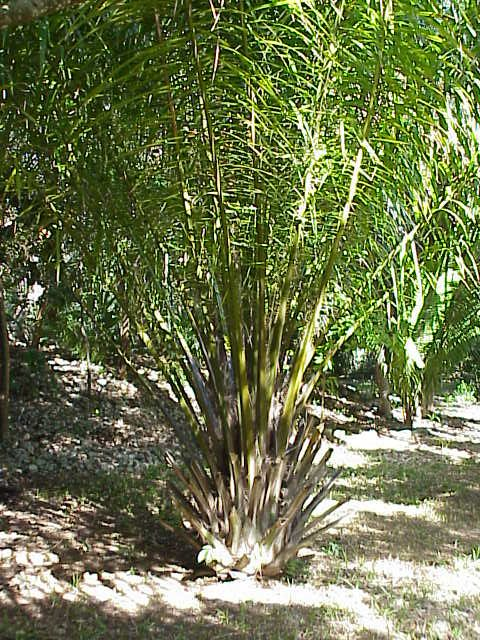
Junge Ölpalme

### Wurzeln
Die primären Wurzeln streichen in einer Tiefe von 20 bis 60 cm horizontal im Boden. Ein kleiner Teil dringt bis in mehrere Meter Tiefe vor. Ein Teil der Seitenwurzeln erster Ordnung wächst negativ gravitrop nach oben und bildet direkt unter der Bodenoberfläche ein dann horizontales, stark verzweigtes Wurzelsystem. Die höchste Wurzeldichte wird in zwei bis drei Metern Entfernung vom Stamm erreicht. Die Nährstoffaufnahme erfolgt vorwiegend durch die unverholzten Seitenwurzeln dritter Ordnung, die rund einen Zentimeter lang und 0,5 mm dick sind.
An erwachsenen Palmen finden sich häufig Luftwurzeln, die den Stamm bis in einen Meter Höhe bedecken können.

### Stamm

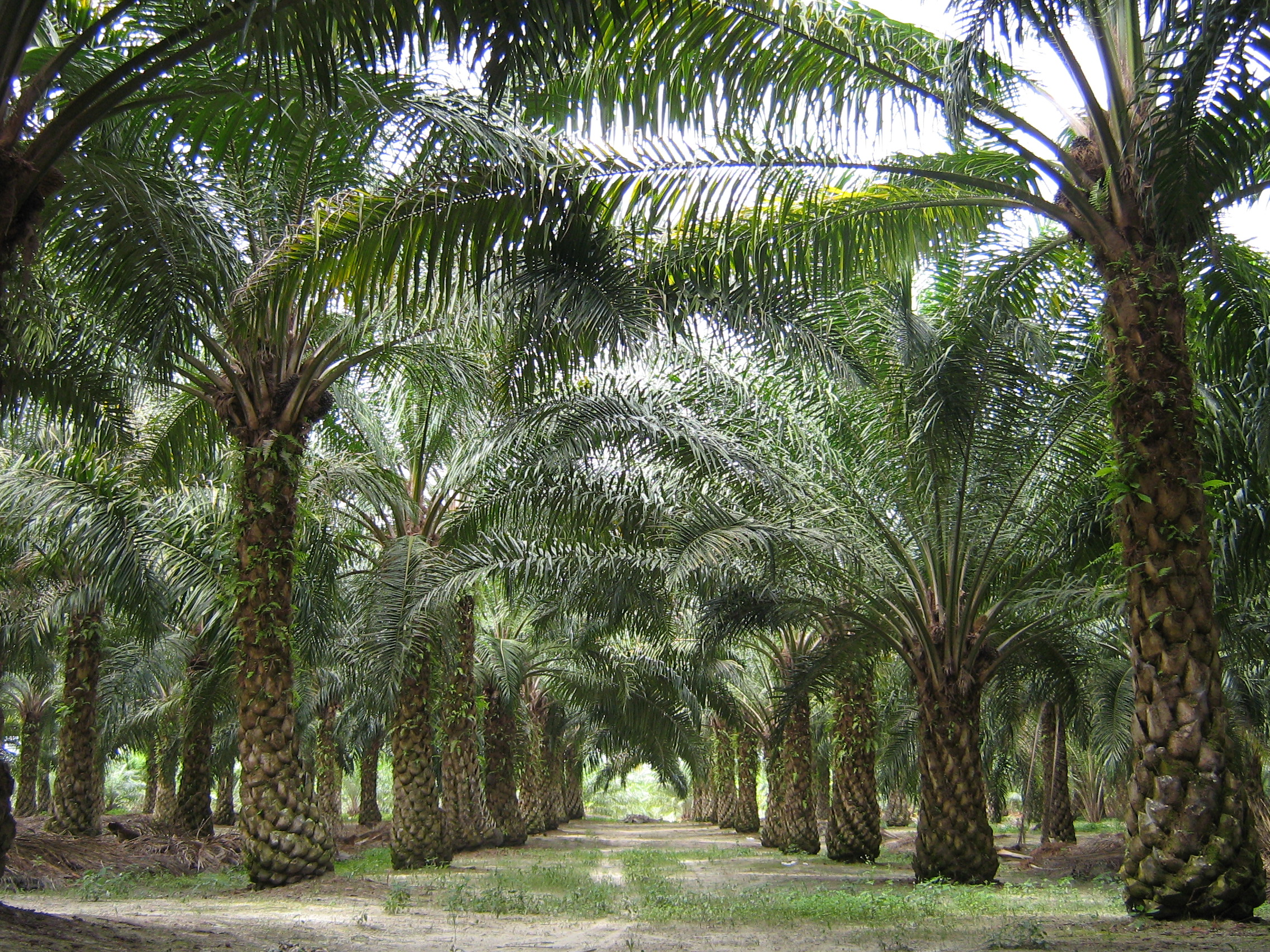
Ölpalmenplantage in Malaysia

Der Stamm entwickelt sich, wenn die Palme 3 bis 4 Jahre alt ist, und hat einen Durchmesser von 25 bis 75 cm. Das jährliche Höhenwachstum liegt zwischen 20 und 60 cm. Ab einem Alter von etwa 15 Jahren beginnen die Blattstümpfe, von der Palme abzufallen. Erst dann wird der eigentliche Stamm sichtbar. Ab einer Stammhöhe von 20 bis 30 m Höhe stellen sich Alterserscheinungen ein, die Fruchtproduktion geht zurück, die Blätter werden kleiner. Die Palme stirbt dann recht plötzlich ab. Sie kann ein Alter von 200 Jahren erreichen.

### Blätter
An der Jungpflanze sind die ersten sieben Blätter lanzettlich. Die nächsten paar Blätter sind an der Spitze der Spreite gespalten, die nächsten dann mehr und mehr gefiedert. Die Anzahl der Fiedern pro Blatt nimmt bis ins Alter von 12 oder 15 Jahren zu. Unter konstanten Wachstumsbedingungen ist das jeweils nächste Blatt länger und hat mehr, breitere und längere Fiederblättchen. Vom Erscheinen der Blattanlage am Vegetationskegel bis zur Ausbildung des Blattes vergehen bei ausgewachsenen Palmen rund 2 bis 2,5 Jahre. Unter günstigen Bedingungen bildet eine Palme pro Jahr 25 bis 35 Blätter, bei Trockenperioden nur rund 20.
Die Blätter können bis 7,5 m lang sein. Sie verbleiben etwa zwei Jahre an der Palme, bevor sie absterben. Sie brechen ab und am Stamm verbleibt die Blattbasis. In deren Achseln sammeln sich Staub, Pflanzenreste und Samen, sodass sich hier etliche Epiphyten ansiedeln.

### Blütenstand und Blüten
Der Blütenstand besteht aus einer etwa 5 bis 10 cm dicken Blütenstandsachse, an der spiralig etwa 200 Seitenachsen stehen, die Ähren. Ein Blütenstand trägt entweder nur männliche oder nur weibliche Blüten. Bei jungen Palmen kommen auch gemischte Blütenstände vor.
Bei weiblichen Blütenständen stehen die Ähren in den Achseln von dornigen Deckblättern. Der lange Dorn bleibt auch am reifen Fruchtstand erhalten. Männliche Ähren sind länger als weibliche, ihre Deckblätter tragen aber keine Dornen. Eine einzelne Ähre trägt 700 bis 2000 Blüten, ein Blütenstand besteht aus 150.000 bis 200.000 Blüten. Die weiblichen Blüten haben einen dreifächrigen Fruchtknoten mit je einer Samenanlage.
In jeder Achsel eines Laubblattes bildet sich eine Anlage zu einem Blütenstand. Bei ausgewachsenen Palmen benötigt der Blütenstand etwa zwei Jahre zur Entwicklung. Bis zwei Wochen vor der Anthese ist er von zwei Hochblättern verhüllt.
Die Bestäubung erfolgt durch Rüsselkäfer, vor allem solchen der Gattung Elaeidobius. In Malaysia mussten Ölpalmen von Hand bestäubt werden, bis in den 80er Jahren der Rüsselkäfer Elaeidobius kamerunensis aus dem ursprünglichen Verbreitungsgebiet der Palme eingeführt wurde. Vorher im Land vorkommende Bestäuber waren nicht effizient genug. Durch die verbesserte Bestäubung durch den Rüsselkäfer stieg der Ertrag um 20–50 % an.

### Früchte und Samen

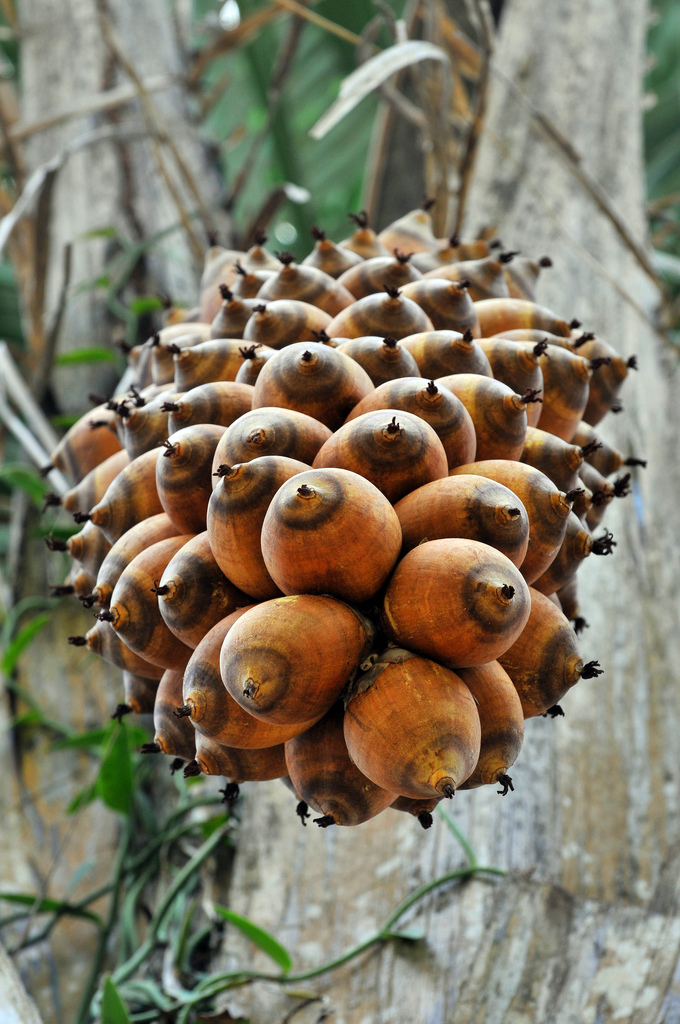
Früchte der Ölpalme, Bolivien

Die Früchte sind etwa 5,5 bis 9 Monate nach der Bestäubung reif. Einen Monat vor der Reife werden im Fruchtfleisch Öltröpfchen und Carotine gebildet. Die zunächst harten Früchte werden weich. Der Ölgehalt ist dann am höchsten, wenn sich die ersten Früchte vom Fruchtverband ablösen. Dies ist auch der Erntezeitpunkt.
Die Steinfrüchte sind 3 bis 6 cm lang und 2 bis 4 cm breit. Sie wiegen rund 20 g. Das Exokarp, die äußere Schale, ist dünn. Das Fruchtfleisch (Mesokarp) ist fasrig und besteht zu 45 bis 50 % aus Öl. Durch die Carotine ist das Fruchtfleisch gelb bis rötlich. Innerhalb der Steinschale (Endokarp) befindet sich der meist einzelne Samen, der 48 bis 52 % Öl enthält.
Die Ölpalmen sind sehr variabel in Bezug auf Form, Farbe, Anzahl und Größe der Früchte sowie in Anzahl und Größe der Fruchtstände. Afrikanische Dura-Palmen liefern im Schnitt etwa 18 kg Früchte, ostasiatische Deli-Palmen etwa 25 kg. Ein Fruchtstand enthält 800 bis 4000 Früchte.

### Keimpflanze
Die Pflanzen brauchen eine Temperatur von 20 bis 30 Grad Celsius. 
Das Keimpflanzenstadium dauert etwa zwei Monate. Zunächst erscheinen die Keimwurzel und das Keimblatt durch eines der drei Keimlöcher in der Schale. Das Ende des Keimlingsstadiums wird mit der Bildung des sechsten Blattes angesetzt. Bis dahin lebt die Pflanze praktisch nur von den Nährstoffen des Endosperm.
Die Keimwurzel (Radicula) wird bis zu 20 cm lang. An ihrer Ansatzstelle bildet sich ein Kranz von dünnen Adventivwurzeln. Das erste, noch ungefiederte Laubblatt erscheint rund einen Monat nach der Keimung. Wenn die erste primäre Wurzel gebildet wurde, stirbt die Keimwurzel ab.

## Krankheiten und Herbivoren
In Kultur sind wichtige Schädlinge an Keimlingen Engerlinge und Termiten. Blatterkrankungen sind in Anzucht- und Saatbeeten von Bedeutung, vor allem der Blattfleckenerreger Leptosphaeria elaeidis (Anamorphe Pestalotiopsis palmarum). Er verursacht gelbbraune bis graue Blattflecken, das Gewebe trocknet aus und die Blätter sterben ab. Es gibt drei bedeutende Erreger von Anthraknose, die unterschiedliche Symptome auslösen: Botrydiploida palmarum verursacht zunächst kleine Flecken an Spitzen oder Rändern von jungen Blättern, die später größer und dunkelbraun werden. Eine Melancomium-Art führt zu helleren Flecken mit hellgelbem Saum, die rasch trocknen. Glomerella cingulata führt zu langgestreckten dunklen Flecken zwischen den Blattadern.
In Produktionsanlagen sind Wurzel- und Stammfäulen, die von etlichen bodenbewohnenden Pilzen ausgelöst werden, von Bedeutung. Das Myzel des Hallimasch-Pilzes, der weltweit verbreiteter Erreger einer wurzelbürtigen Weißfäule ist, soll nicht nur in Mango-, sondern auch in Ölpalm-Plantagen in vielen Fällen zum Absterben der befallenen Bäume führen. In Afrika ist auch die Tracheomykose, verursacht durch Fusarium oxysporum f. sp. elaeidis und f. sp. redolens, virulent.
In Süd- und Zentralamerika verursacht die Nematode Rhadiphanelenchus cocophilus Welke das Abwerfen von Früchten sowie Absterben junger Palmen. Die Nematoden gelangen über den Palmrüssler Rhynchophorus palmarum in die Pflanzen. Die in Lateinamerika als Marchitez oder Plötzliche Welke bekannte Krankheit wird durch den Flagellaten Phytomonas staheli (Trypanosomatida) ausgelöst. Verursacher der von den Philippinen ausgehenden Cadang-Cadang-Krankheit, der neben Millionen Kokospalmen auch viele Ölpalmen zum Opfer fielen, ist das Viroid coconut cadang cadang viroid (CCCV).
Unter den Insekten sind neben Nashornkäfern der Gattung Oryctes und den Palmbohrern Phynchophorus vor allem eine Unzahl von blattfressenden Raupen von Bedeutung, besonders aus den Familien Limacodidae, Psychidae und Nymphalidae.

## Geschichte
Die Ölpalme ist ursprünglich in den Regenwäldern von Westafrika beheimatet und wurde dort als Nutzpflanze genutzt. Über Ölpalmen wird in Europa erstmals 1443 von dem portugiesischen Seefahrer Gil Eanes berichtet.
Die Ölpalme wurde 1763 durch Nikolaus Joseph von Jacquin wissenschaftlich beschrieben und illustriert. Wahrscheinlich über Sklaventransporte kam die Ölpalme nach Südamerika. Nach Asien kam die Ölpalme Anfang des 19. Jahrhunderts zunächst als Zierpflanze in Botanischen Gärten: 1848 kamen je zwei Palmen aus dem Botanischen Garten von Amsterdam und von Réunion nach Bogor (Indonesien). Von hier gelangten Exemplare nach Singapur und von diesen beiden Orten später nach Deli auf Sumatra. Nachdem eine industrielle Aufbereitung des Öls möglich war, wurden ab etwa 1900 Großplantagen angelegt: in Westafrika ab 1908, in Indonesien ab 1911 und in Malaysia ab 1919.

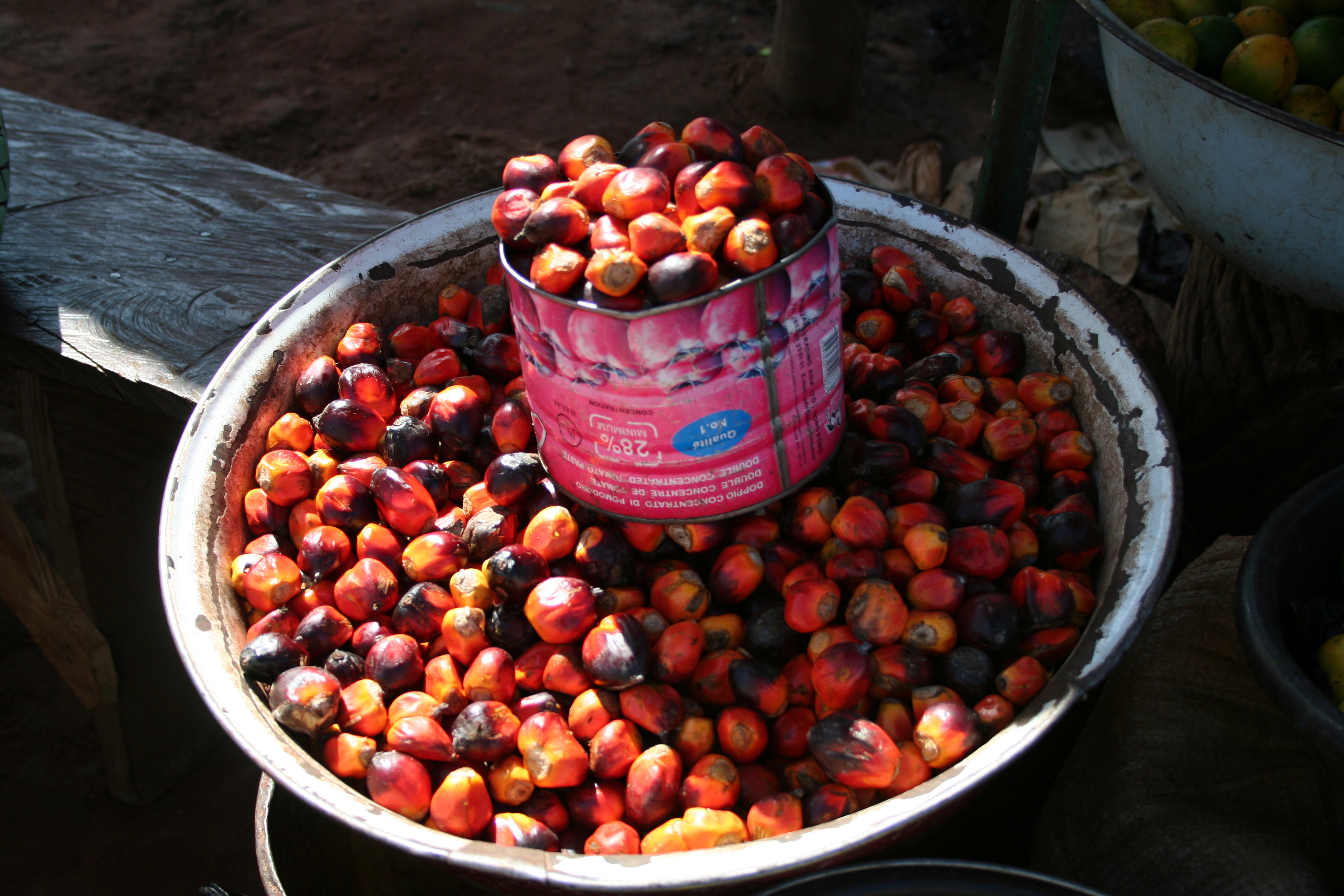
Früchte der Ölpalme auf einem Markt in Burkina Faso

## Systematik
Die Erstbeschreibung unter dem Namen Elaeis guineensis durch den österreichischen Botaniker Nikolaus Joseph Freiherr von Jacquin ist 1763 in Selectarum stirpium americanum historia Seite 280 Tafel 177 veröffentlicht worden. Von 1910 bis 1914 sind durch Odoardo Beccari und Auguste Jean Baptiste Chevalier viele Varietäten beschrieben worden, die heute allesamt als Synonyme für den Typ selbst angesehen werden.
Die Ölpalmen werden nach den Eigenschaften der Früchte in mehrere Typen unterteilt. Nach der Farbe des Exokarp unterscheidet man:
- nigrescens ist weit verbreitet. Die dem Sonnenlicht ausgesetzten Teile der unreifen Früchte sind durch Anthocyane violett bis schwarz gefärbt, die beschatteten sind elfenbeinfarben. Reife Früchte werden noch weiter unterteilt:
  - rubro-nigrescens: die Frucht ist tief rotorange. der obere Fruchtteil ist braun. Das Fruchtfleisch ist orange bis rot, das Öl rötlich.
  - rutilo-nigrescens: das Exokarp ist fahlorange, der obere Fruchtteil ist schwarz.
- virescens ist wenig verbreitet. Die unreifen Früchte sind grün, die reifen rötlich-orange, die Spitze ist grün. Sie haben wenig bis kein Anthocyan.
- albescens ist sehr selten. Die Früchte sind elfenbeinfarben oder fahl gelb. Zur Reife ist die Spitze schwärzlich oder grün. Das Fruchtfleisch enthält kein Carotin.

Nach der Dicke des Endokarps werden drei Typen unterschieden:
- Dura mit 2 bis 8 mm dickem Endokarp, das Fruchtfleisch nimmt 35 bis 55 % ein.
- Tenera mit 0,5 bis 3 mm dickem Endokarp, das Fruchtfleisch nimmt 60 bis 95 % ein.
- Pisifera ohne Endokarp, das Fruchtfleisch nimmt fast 100 % ein.

Die wichtigsten Typen für den Anbau sind Dura nigrescens und Tenera nigrescens. Zum Dura-Typ gehören auch die in Ostasien weithin angebauten Deli-Palmen.

## Wirtschaftliche Bedeutung

### Ölpalmenfrucht

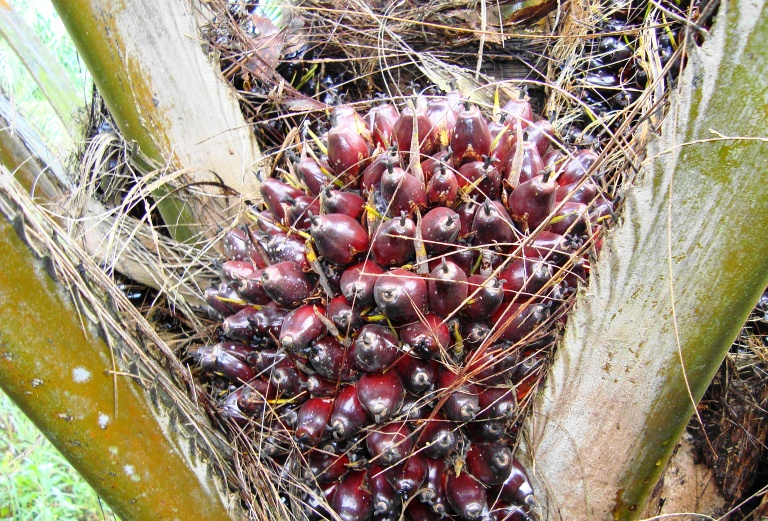
Ölpalmenfrucht

2021 wurden laut der Ernährungs- und Landwirtschaftsorganisation FAO weltweit 416.396.560 t Ölpalmenfrüchte geerntet.
Folgende Tabelle gibt eine Übersicht über die zehn größten Produzenten von Ölpalmenfrüchten weltweit, die insgesamt 95,1 % der Erntemenge produzierten. Indonesien allein baute 61,6 % davon an.
| Rang | Land            | Menge (in t) |
| ---- | --------------- | ------------ |
| 1    | Indonesien      | 256.591.203  |
| 2    | Malaysia        | 91.393.666   |
| 3    | Thailand        | 16.234.431   |
| 4    | Nigeria         | 10.062.917   |
| 5    | Kolumbien       | 7.882.485    |
| 6    | Guatemala       | 3.030.624    |
| 7    | Papua-Neuguinea | 3.013.686    |
| 8    | Brasilien       | 2.887.696    |
| 9    | Kamerun         | 2.620.747    |
| 10   | Ghana           | 2.462.440    |
|      | Top Ten         | 396.179.895  |

### Palmöl

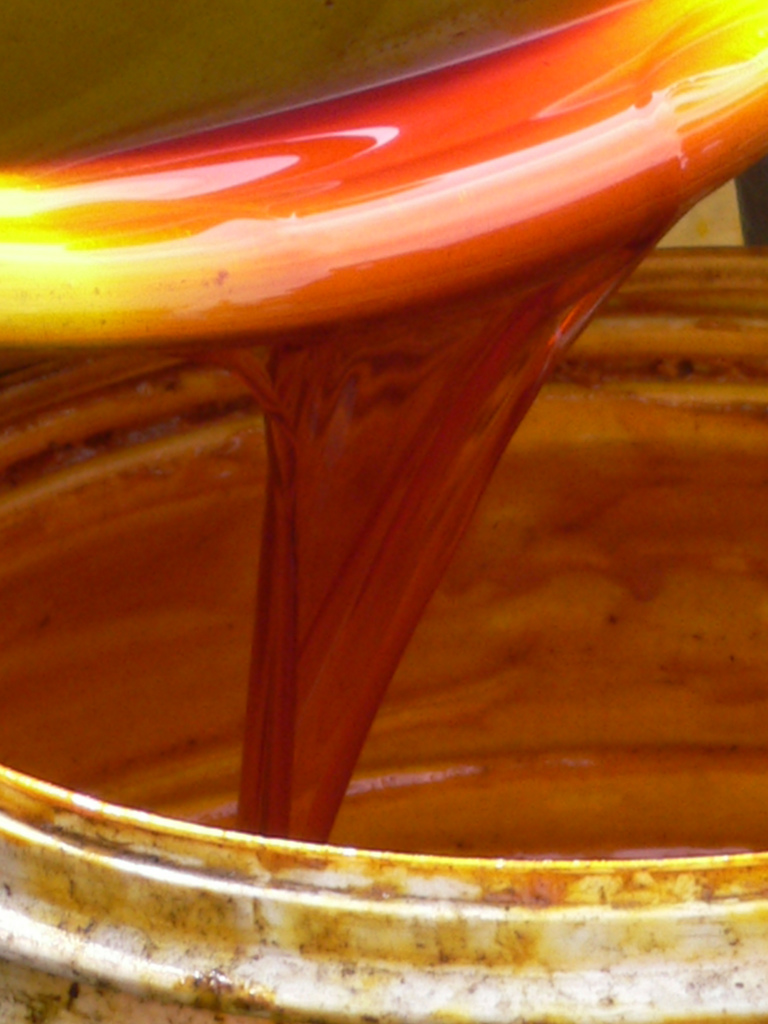
Palmöl; erkennbar ist die rötliche Färbung.

Im Jahr 2020 wurden weltweit 75.875.549 Tonnen hergestellt. Folgende Tabelle gibt eine Übersicht über die zehn größten Produzenten von Palmöl und Palmkernöl, die 2020 insgesamt 95,7 % der Erntemenge produzierten.
| Rang | Land            | Menge (in t) |
| ---- | --------------- | ------------ |
| 1    | Indonesien      | 44.759.147   |
| 2    | Malaysia        | 19.140.613   |
| 3    | Thailand        | 2.690.000    |
| 4    | Kolumbien       | 1.557.995    |
| 5    | Nigeria         | 1.280.000    |
| 6    | Guatemala       | 805.000      |
| 7    | Honduras        | 700.000      |
| 8    | Papua-Neuguinea | 630.000      |
| 9    | Brasilien       | 576.763      |
| 10   | Elfenbeinküste  | 492.800      |
|      | Summe Top Ten   | 72.632.318   |

## Nutzung
Die Weltproduktion an Palmöl hat sich seit 1995 wegen der zunehmenden industriellen Nutzung sowohl in der Nahrungsmittelindustrie wie auch im Bereich der technischen Industrie und der Bioenergie mehr als vervierfacht. Malaysia und Indonesien beherrschen zusammen den Weltmarkt. Im Jahr 2018 produzierte Indonesien allein 40,6 Mio. Tonnen und Malaysia 19,5 Mio. Tonnen, die Gesamtproduktion lag bei 71 Mio. Tonnen. Damit besitzt Indonesien einen Weltmarktanteil von 57 % und Malaysia einen von 27 %, die folgenden Produktionsländer in der Liste kommen dabei auf 3,9 % (Thailand) bis 0,8 % (Brasilien). Für das Wirtschaftsjahr 2014 wurde eine weltweite Produktion von 57,3 Millionen Tonnen registriert, damit ist Palmöl vor Sojaöl (45,7 Millionen Tonnen) das mengenmäßig am meisten produzierte Pflanzenöl der Welt.
Nach den letzten verfügbaren Daten der FAO von 2009 werden weltweit etwa ein Drittel der Palmölproduktion für Nahrungsmittel verwendet, ca. zwei Drittel für industrielle Zwecke (Reinigungsmittel, Kosmetik, Kerzen, Biodiesel).

### Nutzung als Nahrungsmittel
Palmöl und Palmkernöl werden zu einem großen Teil im Bereich der Ernährung eingesetzt. Dabei wird Palmöl aufgrund seiner ausgezeichneten Hitze- und Oxidationsstabilität vor allem in Asien und Afrika als Speisefett zum Kochen, Braten und Frittieren eingesetzt. Außerdem wird es international unter anderem für die Herstellung von Back- und Süßwaren verwendet. Palmkernöl findet ebenfalls zu einem großen Anteil Verwendung bei der Herstellung von Margarine, der es einen butterähnlichen Geschmack verleiht. Zudem wird es aufgrund seiner Schmelzeigenschaften für Kakaoglasuren, Eiskonfekt, Cremeüberzüge und schnell schmelzende Schokoladenfüllungen, Toffees und Karamell verwendet. Durch verschiedene Veränderungen kann Palmkernöl auch zu hochwertigen Spezialfetten für die Süßwarenindustrie umgewandelt werden.

### Industrielle Verwendung

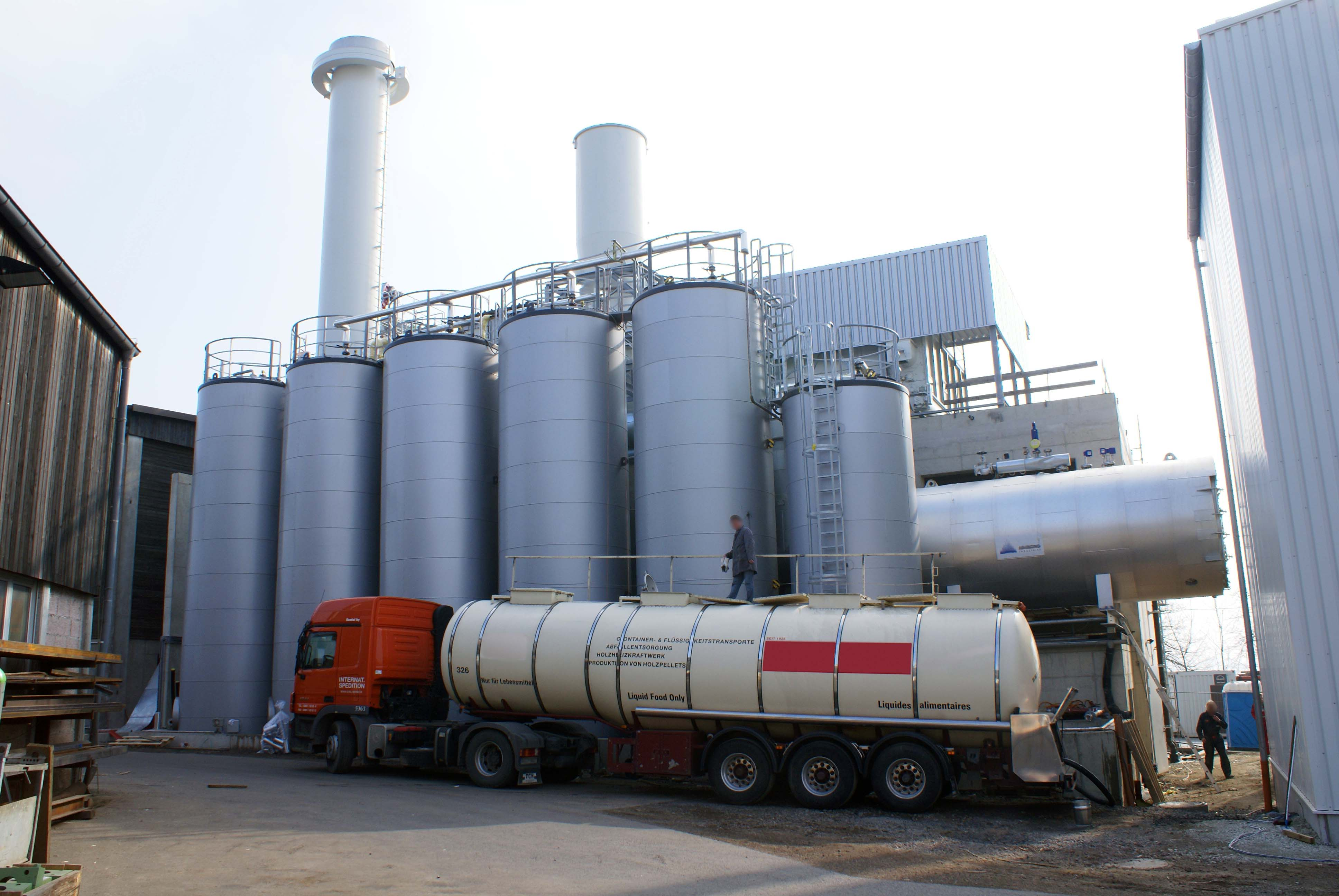
Palmöltanks an einem Biokraftwerk werden befüllt.

Palmkernöl wird mit Kokosöl aufgrund der spezifischen Eigenschaften zu den Laurinölen zusammengefasst und wird für ein großes Spektrum von Anwendungen in der Oleochemie genutzt. Ebenso wie Palmöl werden diese Öle zur Gewinnung von Laurinsäure verwendet und als Grundstoff für verschiedene Tenside wie Natriumlaurylsulfat und Sorbitanmonolaureat eingesetzt. Weitere Produkte auf der Basis von Palm- und Palmkernöl finden Verwendung in unterschiedlichen Produkten der Kosmetik- und Reinigungsindustrie.
Ein vergleichsweise geringer Teil des Palmöls wird für die Herstellung von Biokraftstoffen, vor allem Biodiesel und das aufbereitete NEXBtL, ein hydriertes Pflanzenöl des finnischen Unternehmens Neste Oil sowie als Brennstoff in Blockheizkraftwerken verwendet.

## Nachhaltigkeit und ökologische Probleme

### Ökologische und menschenrechtliche Probleme

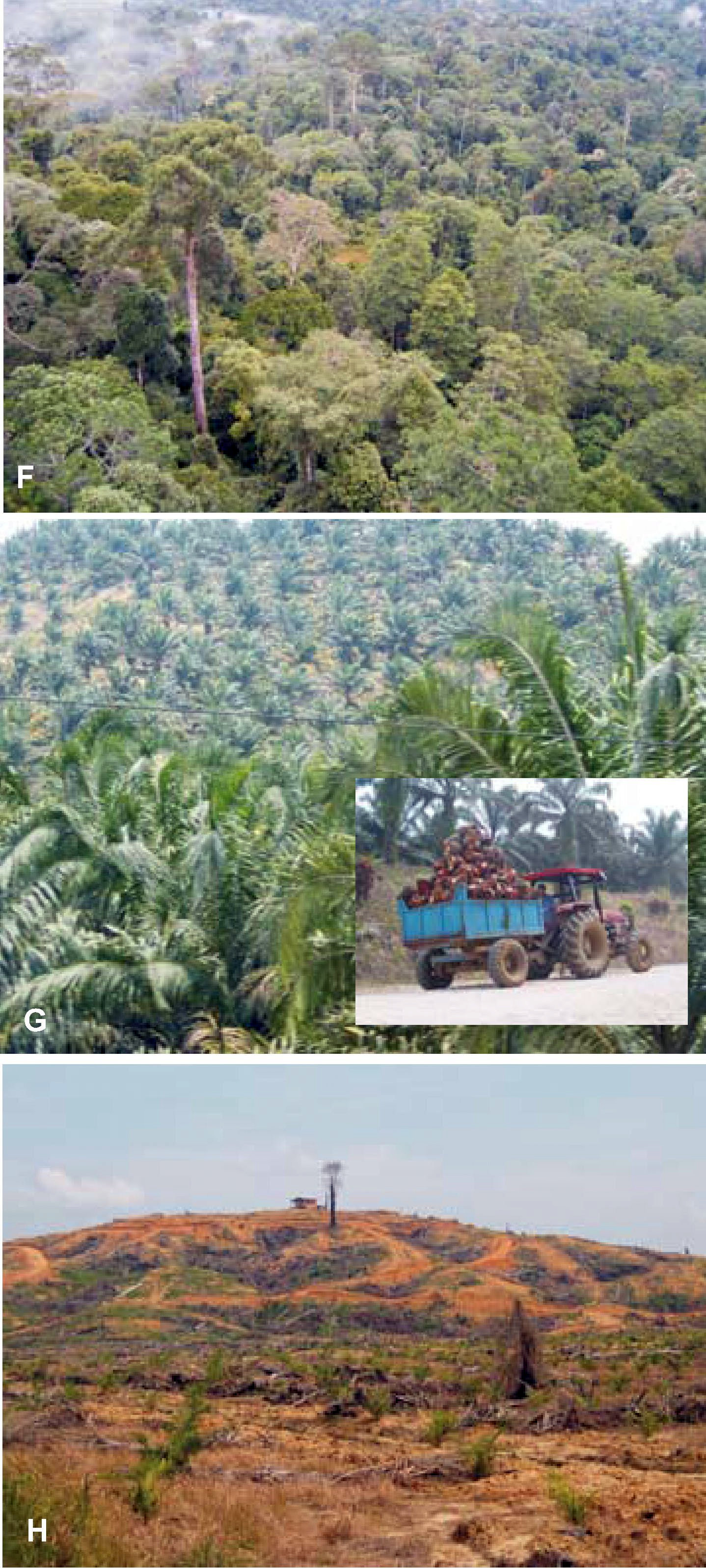
Irreversible Habitatzerstörung durch Ölpalmenpflanzung auf Borneo

Das Anlegen neuer Ölpalmenplantagen und die Plantagenwirtschaft stehen international sowohl bei Umweltschutzorganisationen als auch politisch in der Kritik. Nur selten werden ehemalige Ackerflächen zu Ölpalmenplantagen umgenutzt;
meist werden große Regenwaldflächen abgeholzt mit dem Hauptziel, dort Ölpalmenplantagen anzulegen. Ölpalmen wachsen besonders gut in tropischen Gebieten, also dort, wo auch Regenwälder sind. Kritisiert wird auch, dass die Ölpalmenplantagen gegenwärtig in ökologisch nicht nachhaltiger Weise betrieben werden. Mit der Produktion von Palmöl verbunden seien Vernichtung von Regenwald, Vertreibung der Bevölkerung sowie das Ende der Menschenaffen Asiens, der Orang-Utans.
Zahlreiche Umweltschutzorganisationen, in Deutschland insbesondere Greenpeace, Robin Wood und Rettet den Regenwald, weisen darauf hin, dass für die Errichtung von neuen Ölpalmplantagen in großem Umfang Regenwälder zerstört werden. Diese Aussagen wurden durch Forschungsergebnisse auf der Basis von Daten der FAO bestätigt, nach denen zwischen 1990 und 2005 1,87 Millionen Hektar Palmölplantagen in Malaysia und mehr als 3 Millionen Hektar in Indonesien neu angelegt wurden, von denen mehr als die Hälfte durch Abholzung von Wäldern entstand.

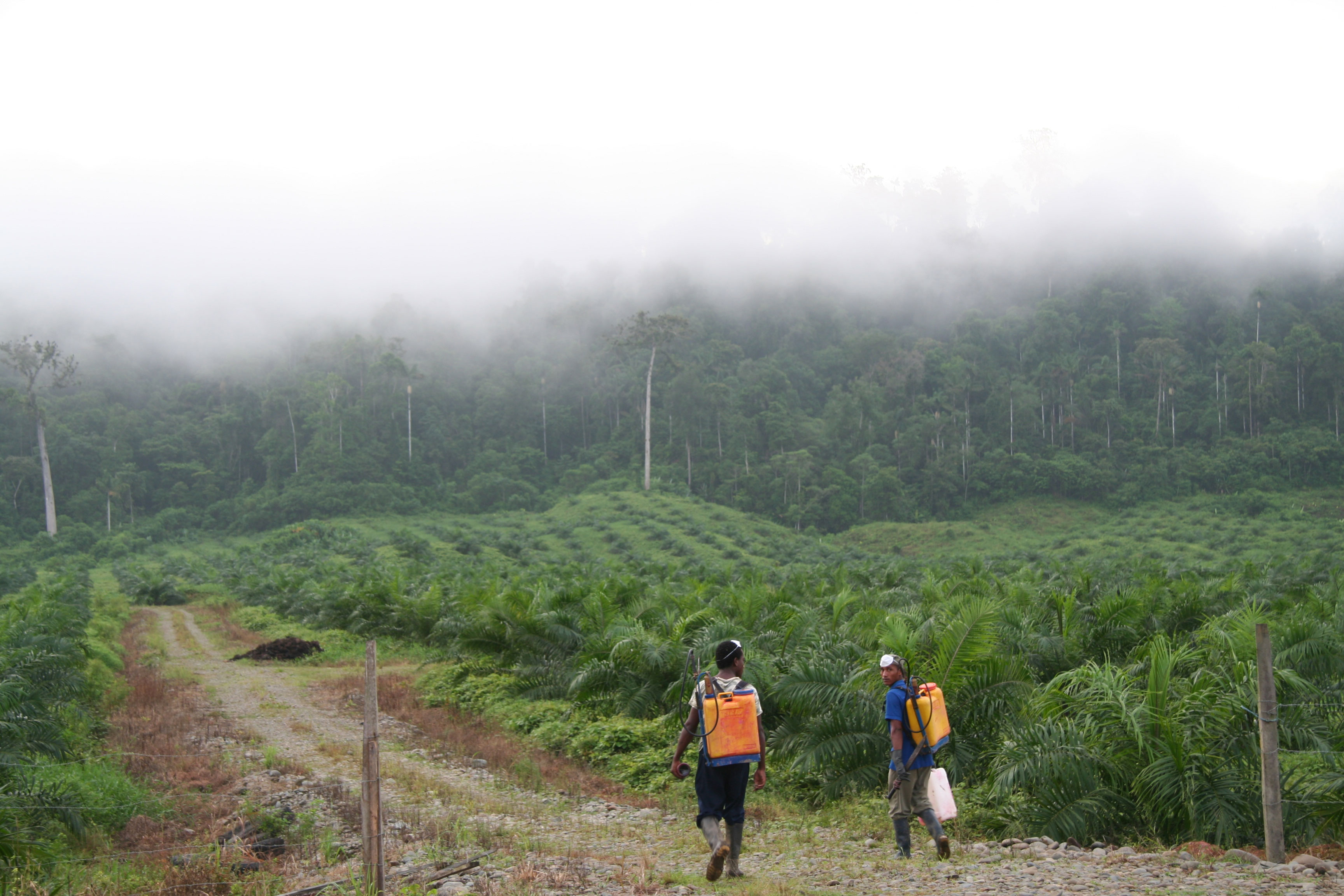
Pestizideinsatz auf einer Palmölplantage

In Indonesien und Malaysia ist die Expansion des Palmölanbaus mittlerweile die Hauptursache für die Entwaldung, und durch die Brandrodungen insbesondere von Torfwäldern werden riesige Mengen CO2 freigesetzt. Eine 2006 veröffentlichte Studie der Non-Profit-Organisation Wetlands International kommt zu dem Schluss, dass jede auf ehemaligen Torfwaldflächen erzeugte Tonne Palmöl für den Ausstoß von 10 bis 30 Tonnen an CO2 verantwortlich ist. Das meteorologische Zentrum der ASEAN glaubt, dass sich aufgrund der Brandrodungen das Klimaphänomen El Niño verstärke und eine bis zum Oktober verlängerte Trockenzeit für die Region zur Folge habe. Dies würde wiederum die Ausbreitung zukünftiger Waldbrände fördern. Rauchschwaden der Brandrodungen auf Sumatra trüben alljährlich den Himmel über Kuala Lumpur und Singapur, die östlich der Insel liegen. Ankündigungen der ASEAN, eine Nulltoleranzlinie gegenüber Brandrodungen zu verfolgen, wurden bereits 1997 und 1998 gemacht, blieben jedoch ohne Folgen. Politisch einflussreiche Plantagenbesitzer und hohe Palmölpreise sowie die verbreitete Korruption dürften dafür mitverantwortlich sein.
Auch in anderen Ländern wie Kolumbien, Ecuador oder Kamerun wurden Ölpalmplantagen auf Regenwaldflächen erstellt, allein in der ecuadorianischen Provinz Esmeraldas in den vergangenen Jahren 60.000 Hektar. Beim Anlegen von Ölpalmplantagen werden oftmals die Landrechte ansässiger Kleinbauern und indigener Gemeinschaften verletzt.

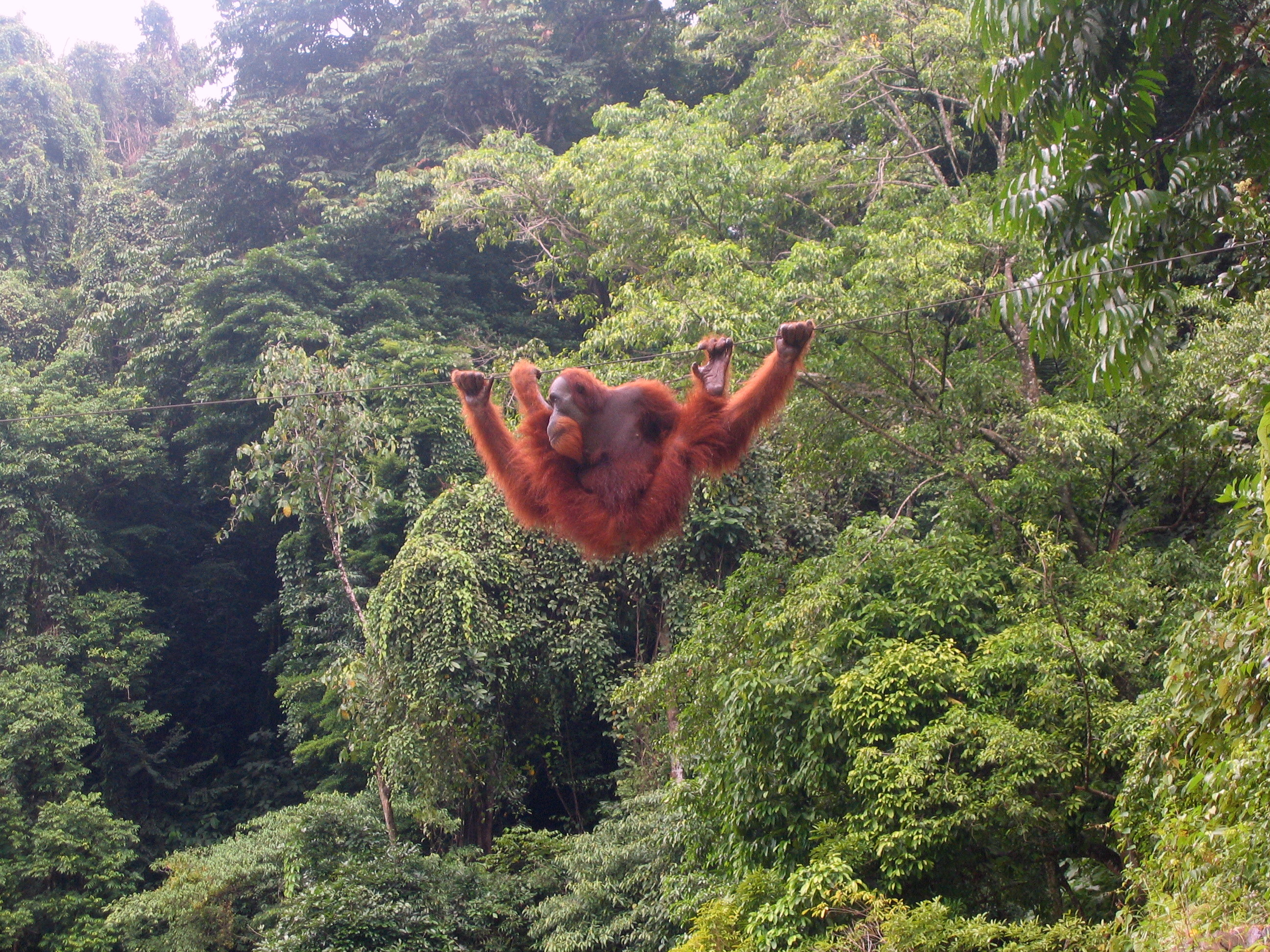
Orang-Utans sind durch großflächige Palmölplantagen direkt bedroht und wurden zum Symbol der Gegner von Ölpalmenplantagen

Durch den massiven Einsatz von Pestiziden und Kunstdüngern auf den sehr nährstoffarmen tropischen Böden und in dem sehr regenreichen Klima werden das Grundwasser, Flüsse und indirekt die lokale Bevölkerung vergiftet. Zudem werden durch den enormen Wasserverbrauch der Plantagen die Trink- und Nutzwasserressourcen der Lokalbevölkerung stark beeinträchtigt. Palmölplantagen sind (wie andere Monokulturen) ein Problem für den Erhalt der Artenvielfalt der strukturreichen Regenwälder. So bedrohen die ausgedehnten Ölpalm-Monokulturen Indonesiens den Lebensraum der Orang-Utans oder die Entwaldung in Papua-Neuguinea den Prinzenhabicht (Accipiter princeps).
Der Orang-Utan wird vor allem von Rettet den Regenwald als Symbol für die Kritik an der Palmölpolitik genutzt.
Palmölplantagen und das damit verbundene Abholzen von ursprünglichem Wald führt auch zu Zoonosen, Krankheiten, die von Tieren auf Menschen übertragen werden.

### Reaktionen auf internationale Kritik
Während für Palmöl und andere biogene Energieträger ein in der Biomassestrom-Nachhaltigkeitsverordnung seit 2007 gesetzlich vorgeschriebenes Zertifizierungssystem die ökologische und soziale Nachhaltigkeit des Anbaus in Zukunft gewährleisten und damit ungewollte Auswirkungen wie Urwaldrodung und Menschenrechtsverletzungen verhindern soll, wird die Produktion der anderen Palmölprodukte wie Kosmetika und Margarine weiterhin keinerlei Nachhaltigkeitskriterien unterworfen sein.
Der im Jahr 2003 auf Initiative des WWF gegründete Runde Tisch für nachhaltiges Palmöl (Roundtable on Sustainable Palm Oil, RSPO) versucht als zentrale Organisation nachhaltige Anbaumethoden für Palmöl zu fördern und so die Umweltschädigung zu begrenzen. Zu den rund 250 Mitgliedern des Roundtable gehören neben einigen Umweltschutzverbänden und anderen NGOs vor allem Firmen und Institutionen aus der Wertschöpfungskette des Palmöls, darunter Plantagenbetreiber, Händler und industrielle Abnehmer von Palmöl, aber auch Investoren und Banken. Im Mai 2008 kündigte der Verband der ölsaatenverarbeitenden Industrie in Deutschland (OVID) an, dass die Zertifizierung von nachhaltig produziertem Palmöl auf der Basis der Richtlinien des RSPO noch im selben Jahr realisiert werde. Auch die Vereinigung der indonesischen Palmölhersteller Gapki (Gabungan Pengusaha Kelapa Sawit Indonesia) räumt mittlerweile Versäumnisse ein und kündigt an, dass in Zukunft darauf geachtet wird, dass ausschließlich Brachland für den Neuanbau von Ölpalmenplantagen verwendet werden soll.
Allerdings bezeichnet ein Teil der Umweltverbände auch die von der RSPO entwickelten Anbauformen als umweltzerstörend mit der Begründung, dass der Palmölanbau in großen Monokulturen grundsätzlich nicht nachhaltig sein könne und der RSPO der Industrie nur zum Greenwashing diene. Im Oktober 2008 verabschiedeten rund 250 Umwelt- und Sozialgruppen, darunter 20 aus den deutschsprachigen Ländern, eine entsprechende Erklärung. Im November 2008 nannte Greenpeace den RSPO „wenig mehr als Greenwash“.
Im August 2015 zog der norwegische Pensionsfonds seine Investitionen aus vier asiatischen Unternehmen ab, die für die Palmöl-Gewinnung Regenwälder abholzen.
Auch Bio-Palmöl soll laut Kritikern in Anbau und Herstellung nicht unbedingt nachhaltiger sein, bis auf einen kleinen Teil, der in afrikanischen Kooperativen angebaut wird.
Laut einer Studie der Stiftung Brot für alle hat keine andere Bank so viel zur Finanzierung des Palmölgeschäfts beigetragen wie die Credit Suisse, hauptsächlich durch die Investmentbank, die den Unternehmen beim Beschaffen von Kapital behilflich war. So seien durch Unterstützung der Credit Suisse 900 Millionen US-Dollar zu den untersuchten Palmölproduzenten und -verarbeitern geflossen, obwohl sich die Bank in Nachhaltigkeitsstandards zu Rücksicht gegenüber Gesellschaft und Umwelt verpflichtet habe.